# Sant Joan de Vilatorrada (ort)
Sant Joan de Vilatorrada är en ort i Spanien.   Den ligger i provinsen Província de Barcelona och regionen Katalonien, i den östra delen av landet, 500 km öster om huvudstaden Madrid. Sant Joan de Vilatorrada ligger 230 meter över havet och antalet invånare är 10 779.
Terrängen runt Sant Joan de Vilatorrada är kuperad västerut, men österut är den platt. Sant Joan de Vilatorrada ligger nere i en dal. Runt Sant Joan de Vilatorrada är det ganska tätbefolkat, med 166 invånare per kvadratkilometer. Närmaste större samhälle är Manresa, 2,5 km sydost om Sant Joan de Vilatorrada. 